# Преподобные Авраамий и Коприй Печенгские
Преподобные Авраамий и Коприй Печенгские, Вологодских (XV век) — основатели Спасской пустыни в 1492 году на реке Печенге, в Грязовецком уезде, Вологодской губернии.
Много надо было перенести нужд и трудов, чтобы на пустом месте, не имея средств, устроить Печенгский Грязовецкий Спасо-Преображенский монастырь и привести его к должному порядку.
Блаженные труженики не щадили себя, ревностно подвизаясь для Господа до самой кончины.
Обитель была упразднена в 1764 году. В бывшей монастырской, а затеи приходской церкви мощи преподобных Авраамия и сотрудника его Коприя почивали под спудом.
Память Преподобных Авраамия и Коприя Печенгских совершается 17 февраля (4 февраля — по старому стилю).